# Eddavidita
L'eddavidita és un mineral de la classe dels halurs.

## Característiques
L'eddavidita és un halur de fórmula química Pb₂Cu₁₂O15Br₂. Va ser aprovada com a espècie vàlida per l'Associació Mineralògica Internacional l'any 2018, sent publicada el 2021. Cristal·litza en el sistema isomètric. La seva duresa a l'escala de Mohs és 4.
Les mostres que van servir per a determinar l'espècie, el que es coneix com a material tipus, es troben conservades al Museu Mineral de la Universitat d'Arizona, a Tucson (Arizona), amb el número de catàleg: 12326, i al projecte RRUFF, amb el número de mostra: r050381.

## Formació i jaciments
Va ser descoberta a la mina Southwest, situada a Hendricks Gulch, al municipi de Bisbee del comtat de Cochise (Arizona, Estats Units), on es troba associada a cuprita i malaquita, sent l'únic a tot el planeta on ha estat descrita aquesta espècie mineral.